# Ngadu Pada
Ngadu Pada is een bestuurslaag in het regentschap West-Soemba van de provincie Oost-Nusa Tenggara, Indonesië. Ngadu Pada telt 1365 inwoners (volkstelling 2010).